# Urma
Urma(mađ. Üröm, nje. Erben) je selo u Mađarskoj.

## Zemljopisni položaj
Nalazi se zapadno od Dunava, na 47°36' sjeverne zemljopisne širine i 19°1' istočne zemljopisne dužine, sjeverno od Budimpešte.

## Upravna organizacija
Upravno pripada velišvarskom kotaru u Peštanskoj županiji. Poštanski broj je 2096.

## Stanovništvo
U Urmi živi 5442 stanovnika (2005.).

## Vanjske poveznice
- (mađ.) Üröm magánkiadású újságjának honlapja  Arhivirana inačica izvorne stranice od 29. ožujka 2007. (Wayback Machine)
- (mađ.) Üröm önkormányzatának honlapja
- (mađ.) Üröm a Vendégváró oldalán  Arhivirana inačica izvorne stranice od 27. svibnja 2006. (Wayback Machine)
- (mađ.) Légifotók Ürömről
- Urma[neaktivna poveznica] na fallingrain.com